# Villeneuve-de-Berg
Villeneuve-de-Berg é uma comuna francesa na região administrativa de Auvérnia-Ródano-Alpes, no departamento de Ardèche. Estende-se por uma área de 24,61 km². Em 2010 a comuna tinha 3 097 habitantes (densidade: 125,8 hab./km²).